# Ona superficial

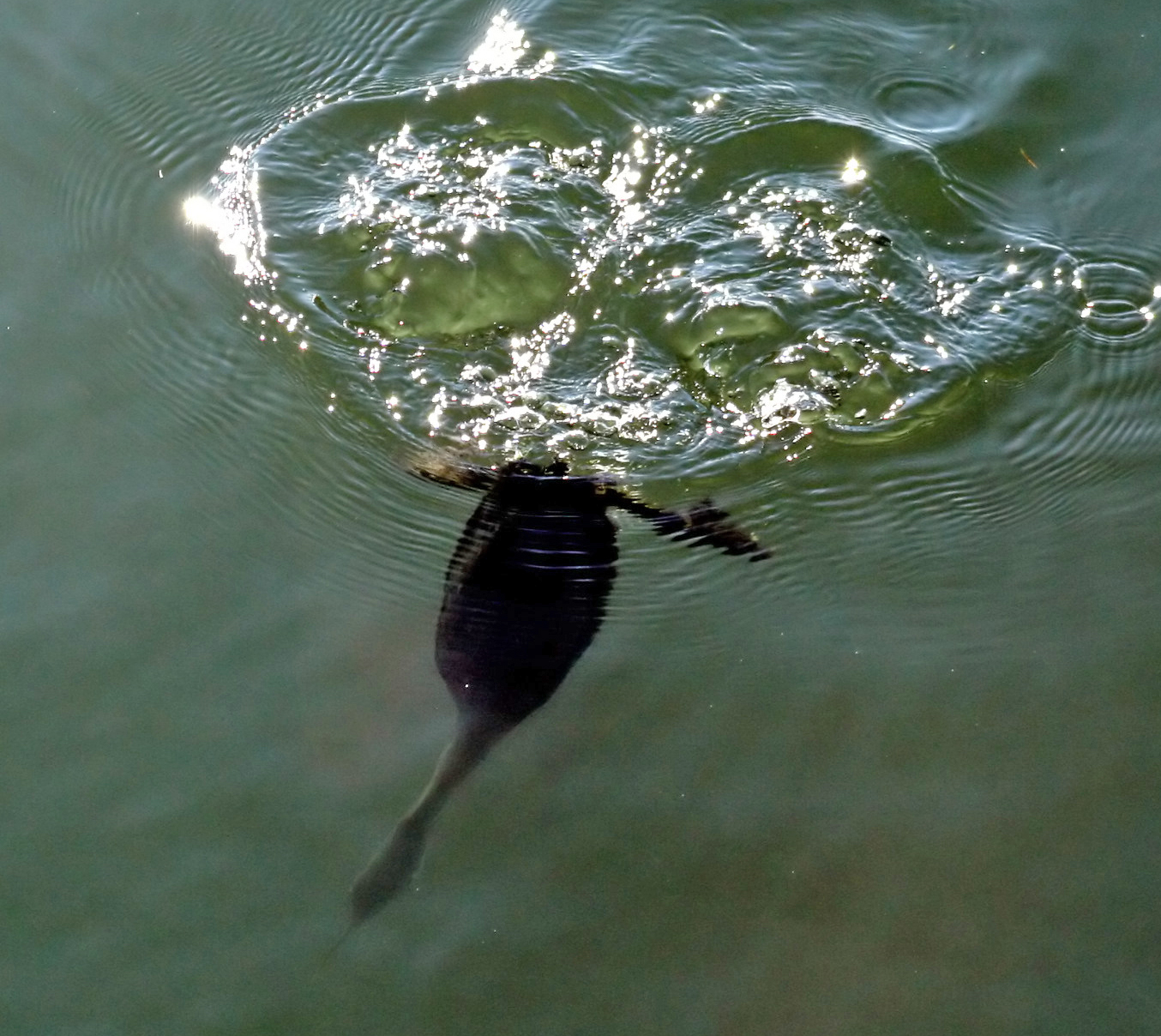
Un grop de busseig crea ones superficials.

En física, una ona superficial és una ona mecànica que es propaga al llarg de la interfície entre diferents mitjans. Un exemple comú són les ones de gravetat al llarg de la superfície dels líquids, com les ones oceàniques. Les ones de gravetat també es poden produir dins dels líquids, a la interfície entre dos fluids amb diferents densitats. Les ones superficials elàstiques poden viatjar al llarg de la superfície dels sòlids, com ara les ones de Rayleigh o Love. Les ones electromagnètiques també es poden propagar com a "ones superficials", ja que es poden guiar juntament amb un gradient d'índex de refracció o al llarg d'una interfície entre dos medis amb diferents constants dielèctriques. En la transmissió de ràdio, una ona terrestre és una ona guiada que es propaga prop de la superfície de la Terra.

## Ones mecàniques
En sismologia, es troben diversos tipus d'ones superficials. Les ones superficials, en aquest sentit mecànic, es coneixen comunament com a ones d'amor (ones L) o ones de Rayleigh. Una ona sísmica és una ona que recorre la Terra, sovint com a resultat d'un terratrèmol o una explosió. Les ones amoroses tenen moviment transversal (el moviment és perpendicular a la direcció del viatge, com les ones de llum), mentre que les ones de Rayleigh tenen moviment tant longitudinal (moviment paral·lel a la direcció del viatge, com les ones sonores) com transversal. Les ones sísmiques són estudiades pels sismòlegs i mesurades amb un sismògraf o sismòmetre. Les ones superficials abasten un ampli rang de freqüències i el període de les ones que són més perjudicials sol ser de 10 segons o més. Les ones superficials poden viatjar per tot el món moltes vegades a partir dels terratrèmols més grans. Les ones superficials es produeixen quan les ones P i les ones S surten a la superfície.
Alguns exemples són les ones a la superfície de l'aigua i de l'aire (ones superficials de l'oceà). Un altre exemple són les ones internes, que es poden transmetre al llarg de la interfície de dues masses d'aigua de diferents densitats.
En teoria de la fisiologia de l'audició, l'ona viatgera (TW) de Von Bekesy, va resultar d'una ona superficial acústica de la membrana basilar cap al conducte coclear. La seva teoria pretenia explicar totes les característiques de la sensació auditiva a causa d'aquests fenòmens mecànics passius. Jozef Zwislocki, i més tard David Kemp, van demostrar que això no és realista i que la retroalimentació activa és necessària.

## Ones electromagnètiques
Les ones terrestres són ones de ràdio que es propaguen paral·leles i adjacents a la superfície de la Terra, seguint la curvatura de la Terra. Aquesta ona de terra radiativa es coneix com a ona de superfície de Norton, o més pròpiament d'ona de terra de Norton, perquè les ones de terra en propagació de ràdio no es limiten a la superfície.
Un altre tipus d'ona superficial és l'ona superficial de Zenneck no radiativa i en mode lligat o ona de superfície Zenneck–Sommerfeld.  La terra té un índex de refracció i l'atmosfera en té un altre, constituint així una interfície que suporta la transmissió de l'ona de Zenneck guiada. Altres tipus d'ones superficials són l'ona de superfície atrapada,  l'ona planejant i les ones superficials de Dyakonov (DSW) que es propaguen a la interfície de materials transparents amb diferent simetria. A part d'aquests, s'han estudiat diversos tipus d'ones superficials per a les longituds d'ona òptiques.

### Teoria del camp de microones
Dins de la teoria de camp de microones, la interfície d'un dielèctric i conductor admet la "transmissió d'ones superficials". Les ones superficials s'han estudiat com a part de les línies de transmissió i algunes poden considerar-se com a línies de transmissió d'un sol cable.
Les característiques i utilitzacions del fenomen de les ones de superfície elèctrica inclouen:
- Els components de camp de l'ona disminueixen amb la distància de la interfície.
- L'energia electromagnètica no es converteix del camp d'ona superficial a una altra forma d'energia (excepte en ones superficials amb fuites o pèrdues)[8] de manera que l'ona no transmet potència normal a la interfície, és a dir, és evanescent al llarg d'aquesta dimensió.
- En el cable coaxial, a més del mode TEM, també existeix un mode magnètic transversal (TM)[9] que es propaga com una ona superficial a la regió al voltant del conductor central. Per a coaxial d'impedància comuna, aquest mode es suprimeix efectivament, però en coaxial d'alta impedància i en un sol conductor central sense cap blindatge exterior, s'admet una baixa atenuació i una propagació de banda molt ampla. El funcionament de la línia de transmissió en aquest mode s'anomena E-Line.

### Plasmó polaritó superficial

El camp E d'un polaritó de plasmó superficial a una interfície plata-aire, a una freqüència corresponent a una longitud d'ona de l'espai lliure de 10 μm. A aquesta freqüència, la plata es comporta aproximadament com un conductor elèctric perfecte, i l'SPP s'anomena ona de Sommerfeld–Zenneck, amb gairebé la mateixa longitud d'ona que la longitud d'ona de l'espai lliure.

El polaritó plasmó superficial (SPP) és una ona superficial electromagnètica que pot viatjar al llarg d'una interfície entre dos medis amb diferents constants dielèctriques. Existeix amb la condició que la permitivitat d'un dels materials que formen la interfície sigui negativa, mentre que l'altre sigui positiva, com és el cas de la interfície entre l'aire i un medi conductor amb pèrdues per sota de la freqüència del plasma. L'ona es propaga paral·lelament a la interfície i decau exponencialment verticalment, una propietat anomenada evanescència. Com que l'ona es troba al límit d'un conductor amb pèrdues i d'un segon medi, aquestes oscil·lacions poden ser sensibles als canvis del límit, com ara l'adsorció de molècules per la superfície conductora.

### Onada superficial de Sommerfeld–Zenneck
L'ona de Sommerfeld–Zenneck o ona de Zenneck és una ona electromagnètica guiada no radiativa que està suportada per una interfície plana o esfèrica entre dos medis homogenis amb diferents constants dielèctriques. Aquesta ona superficial es propaga paral·lelament a la interfície i decau exponencialment verticalment cap a ella, una propietat coneguda com evanescència. Existeix amb la condició que la permitivitat d'un dels materials que formen la interfície sigui negativa, mentre que l'altre sigui positiva, com per exemple la interfície entre l'aire i un medi conductor amb pèrdues com la línia de transmissió terrestre, per sota de la freqüència del plasma. La seva intensitat de camp elèctric cau a una velocitat de e -αd /√d en la direcció de propagació al llarg de la interfície a causa de la propagació del camp geomètric bidimensional a una velocitat d'1/√d, en combinació amb una atenuació exponencial depenent de la freqüència. (α), que és la dissipació de la línia de transmissió terrestre, on α depèn de la conductivitat del medi. Sorgit de l'anàlisi original d'Arnold Sommerfeld i Jonathan Zenneck del problema de la propagació de les ones sobre una terra amb pèrdues, existeix com a solució exacta de les equacions de Maxwell. L'ona de superfície de Zenneck, que és un mode d'ona guiada no radiant, es pot derivar utilitzant la transformada de Hankel d'un corrent radial de terra associada a una font d'ones de superfície de Zenneck realista. Les ones superficials de Sommerfeld-Zenneck prediuen que l'energia decau com a R -1 perquè l'energia es distribueix per la circumferència d'un cercle i no per la superfície d'una esfera. L'evidència no mostra que en la propagació de les ones espacials de ràdio, les ones superficials de Sommerfeld-Zenneck siguin un mode de propagació, ja que l'exponent de pèrdua de trajectòria és generalment entre 20 dB/desembre i 40 dB/desc.